# Heilbronn (Feuchtwangen)
Heilbronn ([haɪ̯lˈbʁɔn] ⓘ) ist ein Gemeindeteil der Stadt Feuchtwangen im Landkreis Ansbach (Mittelfranken, Bayern). Die Gemarkung Heilbronn hat eine Fläche von 9,529 km². Sie ist in 992 Flurstücke aufgeteilt, die eine durchschnittliche Fläche von 9606,14 m² haben. In ihr liegen neben dem namensgebenden Ort die Gemeindeteile Herbstmühle, Lichtenau, Metzlesberg, Rißmannschallbach, Wüstenweiler und Zumberg.

## Geografie
Im Dorf fließt der Wüstenbach mit dem Aichabach zum Schönbach zusammen, einem linken Zufluss der Sulzach. Der Legerbach mündet im Ort als linker Zufluss des Aichabachs. Im Osten liegt das Flurgebiet Götzen, im Norden das Mühlfeld. Die Staatsstraße 2222 führt nach Thürnhofen (2,5 km östlich) bzw. nach Feuchtwangen zur Bundesstraße 25 (2,6 km westlich). Gemeindeverbindungsstraßen führen nach Zumberg (1 km nordöstlich) und an der Herbstmühle vorbei nach Rißmannschallbach (1,5 km nördlich).

## Geschichte
Der Ort wurde im 14. Jahrhundert als „Heyligbronn“ bzw. „Heiligenbronn“ bezeichnet. Im Jahr 1395 kaufte das Stift Feuchtwangen den Zehnten von zwei Gütern.
Im Jahr 1599 trat im Ort die Pest auf.
Heilbronn lag im Fraischbezirk des ansbachischen Oberamtes Feuchtwangen. Im Jahr 1732 bestand der Ort aus 18 Anwesen mit 19 Mannschaften und 1 Gemeindehirtenhaus. Die Dorf- und Gemeindeherrschaft hatte das Stiftsverwalteramt Feuchtwangen. Grundherren waren
- das Stiftsverwalteramt Feuchtwangen: 1 Hof, 2 Höflein, 3 Güter, 7 Gütlein, 1 Anwesen;
- das Kastenamt Feuchtwangen: 1 Halbhöflein mit doppelter Mannschaft, 2 Gütlein;
- das Stadtvogteiamt Feuchtwangen: 1 Gütlein.[8]

An diesen Verhältnissen änderte sich bis zum Ende des Alten Reiches nichts. Von 1797 bis 1808 unterstand der Ort dem Justiz- und Kammeramt Feuchtwangen. 1805 brannten im Ort 23 Gebäude ab.
1806 kam Heilbronn an das Königreich Bayern. Mit dem Gemeindeedikt wurde der Steuerdistrikt Heilbronn gebildet. Zu diesem gehörten Bernau, Hainmühle, Herbstmühle, Koppenschallbach, Krapfenau, Leichsenhof, Lichtenau, Löschenmühle, Lotterhof, Metzlesberg, Oberahorn, Oberlottermühle, Sankt Ulrich, Schönmühle, Unterahorn, Unterlottermühle, Volkertsweiler und Zumberg. Wenig später entstand die Ruralgemeinde Heilbronn mit den Orten Herbstmühle, Lichtenau, Metzlesberg, Rißmannschallbach, Wüstenweiler und Zumberg. Sie war in Verwaltung und Gerichtsbarkeit dem Landgericht Feuchtwangen und in der Finanzverwaltung dem Rentamt Feuchtwangen zugeordnet (1919 in Finanzamt Feuchtwangen umbenannt). Ab 1862 gehörte Heilbronn zum Bezirksamt Feuchtwangen (1939 in Landkreis Feuchtwangen umbenannt) und von 1943 bis 1973 zum Finanzamt Dinkelsbühl, seit 1973 zum Finanzamt Ansbach. In der Gerichtsbarkeit blieb das Landgericht Feuchtwangen zuständig (1879 in Amtsgericht Feuchtwangen umbenannt), seit 1973 ist es das Amtsgericht Ansbach. Die Gemeinde hatte 1964 eine Gebietsfläche von 9,267 km². 1923 wurde in Heilbronn eine Schule gegründet, die mittlerweile aufgelöst ist. Im Zuge der Gebietsreform in Bayern wurde Heilbronn am 1. Januar 1972 nach Feuchtwangen eingemeindet.

## Einwohnerentwicklung
Gemeinde Heilbronn
| Jahr      | 1818   | 1840   | 1852   | 1855   | 1861   | 1867   | 1871   | 1875   | 1880   | 1885   | 1890   | 1895   | 1900   | 1905   | 1910   | 1919   | 1925   | 1933   | 1939   | 1946   | 1950   | 1952   | 1961   | 1970   |
| Einwohner | 390    | 436    | 419    | 449    | 371    | 443    | 439    | 424    | 436    | 410    | 410    | 403    | 411    | 429    | 449    | 443    | 436    | 438    | 422    | 622    | 585    | 518    | 442    | 457    |
| Häuser    | 76     | 79     |        |        |        |        | 82     |        |        | 84     | 83     |        | 79     |        |        |        | 74     |        |        |        | 81     |        | 85     |        |
| Quelle    | [ 11 ] | [ 17 ] | [ 18 ] | [ 18 ] | [ 19 ] | [ 20 ] | [ 21 ] | [ 22 ] | [ 23 ] | [ 24 ] | [ 25 ] | [ 18 ] | [ 26 ] | [ 18 ] | [ 27 ] | [ 18 ] | [ 28 ] | [ 18 ] | [ 18 ] | [ 18 ] | [ 29 ] | [ 18 ] | [ 13 ] | [ 30 ] |

Ort Heilbronn
| Jahr      | 001818 | 001840 | 001861 | 001871 | 001885 | 001900 | 001925 | 001950 | 001961 | 001970 | 001987 |
| Einwohner | 110    | 132    | *102   | 109    | 119    | *107   | *130   | *174   | *163   | 155    | 142    |
| Häuser    | 21     | 22     |        |        | 23     | *24    | *22    | *23    | *30    |        | 36     |
| Quelle    | [ 11 ] | [ 17 ] | [ 19 ] | [ 21 ] | [ 24 ] | [ 26 ] | [ 28 ] | [ 29 ] | [ 13 ] | [ 30 ] | [ 1 ]  |

## Religion
Der Ort ist seit der Reformation evangelisch-lutherisch geprägt und bis heute nach St. Johannis (Feuchtwangen) gepfarrt. Die Einwohner römisch-katholischer Konfession sind nach St. Ulrich und Afra (Feuchtwangen) gepfarrt.